# 迷客夏
迷客夏（英語：Milksha，又稱迷客夏綠光牧場主題飲品），公司為「亞享實業股份有限公司」與「迷客夏國際股份有限公司」。是一個起源於臺灣臺南市佳里區的連鎖手搖飲料店品牌。

## 歷史
2007年林建燁在臺南縣成立迷客夏。
2019年正式退出中國市場。
2021年11月，菲律賓快樂蜂集團宣布以1,280萬美元收購迷客夏國際公司51%之股權。
2022年全國超過250間門市。同年9月14日，迷客夏英文名稱從Milkshop更名為Milksha。

## 事件
- 台灣手搖茶業者政治表態事件